# Kolegium Europy
Kolegium Europy (pierwotnie Kolegium Europejskie; ang. College of Europe, fr. Collège d’Europe) – uczelnia prowadząca podyplomowe studia europejskie oraz badania naukowe z tej dziedziny. Zostało utworzone na wzór francuskiej École nationale d’administration, aby kształcić najwyższe europejskie władze. Uczelnia posiada trzy campusy: w Brugii (Belgia) od 1949 roku, Natolinie (w południowej cz. Warszawy) od 1992 roku i Tiranie (Albania) od 2024 roku.
Założone w 1949 roku Kolegium jest najstarszą na świecie instytucją poświęconą studiom nad integracją europejską. Pomysł jego powołania powstał podczas Kongresu Haskiego w 1948 roku, kiedy to państwa z całego kontynentu, powołując Radę Europy utworzyły na wniosek Salvadora de Madariagi Kolegium, w którym młodzi absolwenci z różnych krajów mogliby wspólnie mieszkać i studiować. Pośród absolwentów uczelni można znaleźć Przewodniczącego Komisji Europejskiej, Ministrów Spraw Zagranicznych czy zastępcę Sekretarza Generalnego ONZ.

## Studia w Kolegium
Językami roboczymi są angielski i francuski. Każdego roku około 400 studentom z ok. 50 krajów przyznawany jest tytuł Advanced Master of Arts in European Studies (w przypadku studiów prawniczych jest to LL.M. – Master of Laws in European Law) w Brugii oraz Advanced Master of Arts in European Interdisciplinary Studies w Natolinie.
Kampus w Belgii jest usytuowany na starym mieście Brugii, kampus warszawski to historyczny zespół pałacowo-parkowy w Natolinie – ok. 30 minut od centrum miasta.
Zajęcia odbywają się od września do końca czerwca. Studenci są zobowiązani do zaliczenia egzaminów ustnych i pisemnych na zakończenie każdego semestru oraz przedstawienia pracy magisterskiej w języku angielskim lub francuskim.
Zajęcia w Brugii odbywają się w ramach Wydziałów. Studenci prawa i ekonomii mogą uczestniczyć w międzywydziałowym programie specjalizacyjnym European Law and Economic Analysis (prawo europejskie i analiza ekonomiczna). Wszyscy studenci uczestniczą w ogólnych zajęciach z zakresu integracji europejskiej. Oferowane kierunki to:
- Europejskie Studia Ekonomiczne
- Stosunki Międzynarodowe i Dyplomacja UE
- Europejskie Studia Prawnicze
- Europejskie Studia Polityczne i Administracyjne.

Kampus w Natolinie oferuje zajęcia z zakresu interdyscyplinarnych studiów europeistycznych – w pierwszym semestrze nacisk kładziony jest głównie na politykę, ekonomię oraz prawo europejskie. Prowadzony tu kierunek to:
- Interdyscyplinarne Studia Europejskie.

## Dotychczasowe roczniki
Tradycją Kolegium jest, iż każdy rocznik studentów posiada swojego patrona i jest w ten sposób identyfikowany.

- 2022–2023 David Sassoli
- 2021–2022 Éliane Vogel-Polsky(inne języki)
- 2020-2021 Mário Soares
- 2019-2020 Hannah Arendt
- 2018–2019 Manuel Marín
- 2017–2018 Simone Veil
- 2016–2017 John Maynard Keynes
- 2015–2016 Fryderyk Chopin
- 2014–2015 Falcone i Borsellino
- 2013–2014 Voltaire
- 2012–2013 Václav Havel
- 2011–2012 Maria Skłodowska-Curie
- 2010–2011 Albert Einstein
- 2009–2010 Karol Darwin
- 2008–2009 Marek Aureliusz
- 2007–2008 Anna Politkowska i Hrant Dink
- 2006–2007 Mikołaj Kopernik
- 2005–2006 Ludwig van Beethoven
- 2004–2005 Monteskiusz
- 2003–2004 John Locke
- 2002–2003 Bertha von Suttner
- 2001–2002 Simon Stevin
- 2000–2001 Arystoteles
- 1999–2000 Wilhelm & Alexander von Humboldt
- 1998–1999 Leonardo da Vinci
- 1997–1998 Hendrik Brugmans
- 1996–1997 Alexis de Tocqueville
- 1995–1996 Walter Hallstein
- 1994–1995 Ramon Llull
- 1993–1994 Stefan Zweig
- 1992–1993 Karol IV
- 1991–1992 Wolfgang Amadeus Mozart
- 1990–1991 Hans i Sophie Scholl
- 1989–1990 Denis de Rougemont
- 1988–1989 Christopher Dawson
- 1987–1988 Altiero Spinelli
- 1986–1987 William Penn
- 1985–1986 Krzysztof Kolumb
- 1984–1985 Madame de Staël
- 1983–1984 Jean Rey
- 1982–1983 Joseph Bech
- 1981–1982 Johan Willem Beyen
- 1980–1981 Jean Monnet
- 1979–1980 Salvador de Madariaga
- 1978–1979 Paul-Henri Spaak
- 1977–1978 Karl Renner
- 1976–1977 Peter Paul Rubens
- 1975–1976 Adam Jerzy Czartoryski
- 1974–1975 Aristide Briand
- 1973–1974 Giuseppe Mazzini
- 1972–1973 Richard N. Coudenhove-Kalergi
- 1971–1972 Dante Alighieri
- 1970–1971 Winston Churchill
- 1969–1970 Guillaume le Taciturne
- 1968–1969 Konrad Adenauer
- 1967–1968 Comenius
- 1966–1967 George C. Marshall
- 1965–1966 Thomas More
- 1964–1965 Robert Schuman
- 1963–1964 Thomas Paine
- 1962–1963 August Vermeylen(inne języki)
- 1961–1962 Gottfried Wilhelm Leibniz
- 1960–1961 Saint-Simon
- 1959–1960 Sully
- 1958–1959 Fridtjof Nansen
- 1957–1958 Henryk Żeglarz
- 1956–1957 Raoul Dautry(inne języki)
- 1955–1956 Wergiliusz
- 1954–1955 Alcide De Gasperi
- 1953–1954 Erazm z Rotterdamu
- 1952–1953 Tomáš Garrigue Masaryk
- 1951–1952 Juan Luis Vives
- 1950–1951 Antoine de Saint-Exupéry